# Manuel de Sárrea Tavares Mascarenhas Gaivão
Manuel de Sárrea Tavares de Mascarenhas Gaivão (Lisboa, 10 de Novembro de 1905 — depois de 1957) foi um engenheiro civil e político, que entre outras funções foi governador civil do Distrito Autónomo da Horta e do Distrito de Faro.

## Família
Filho de Pedro Mouzinho de Mascarenhas Gaivão (Lagoa, Estômbar, 30 de Junho de 1863 - ?) e de sua mulher (Lisboa, 15 de Janeiro de 1898) Maria do Patrocínio Zuzarte de Sárrea (Lisboa, 10 de Novembro de 1878 - ?), neta paterna do 1.º Conde da Donalda.

## Biografia
Engenheiro Civil diplomado pelo Instituto Superior Técnico da Universidade Técnica de Lisboa e político, exerceu as funções de 73.º Governador Civil do Distrito da Horta de 18 de Setembro de 1946 a 18 de Maio de 1953 e de 91.º Governador Civil do Distrito de Faro de 18 de Maio de 1953 a 31 de Março de 1957.